# NGC 2245
NGC 2245 è una nebulosa a riflessione visibile nella costellazione dell'Unicorno; costituisce una delle regioni centrali dell'associazione di stelle massicce nota come Monoceros R1.

## Osservazione

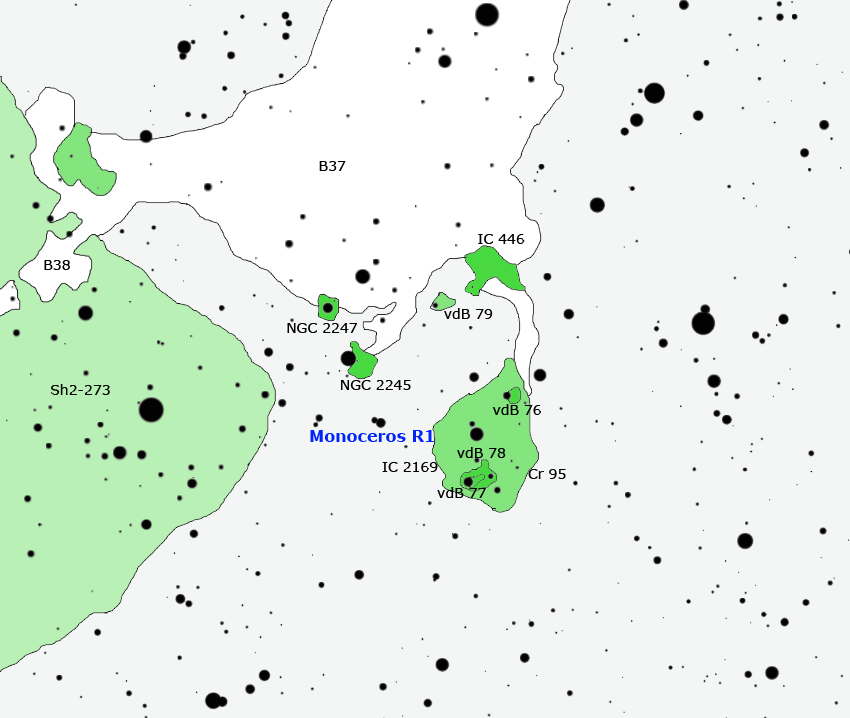
Mappa della regione di Monoceros R1.

La nube si individua nella parte settentrionale della costellazione, al confine con Orione e ad ovest rispetto alla Nebulosa Cono e all'ammasso dell'"Albero di Natale"; può essere osservata con un telescopio amatoriale molto potente, meglio se munito di filtri, mentre nelle fotografie appare come una macchia chiara di piccole dimensioni e molto luminosa. Il periodo più propizio per la sua osservazione nel cielo serale ricade nei mesi compresi fra dicembre e aprile; grazie alla sua declinazione prossima all'equatore celeste, la nube può essere osservata da tutte le aree popolate della Terra, sebbene gli osservatori posti a latitudini boreali siano leggermente più avvantaggiati.

## Caratteristiche e struttura

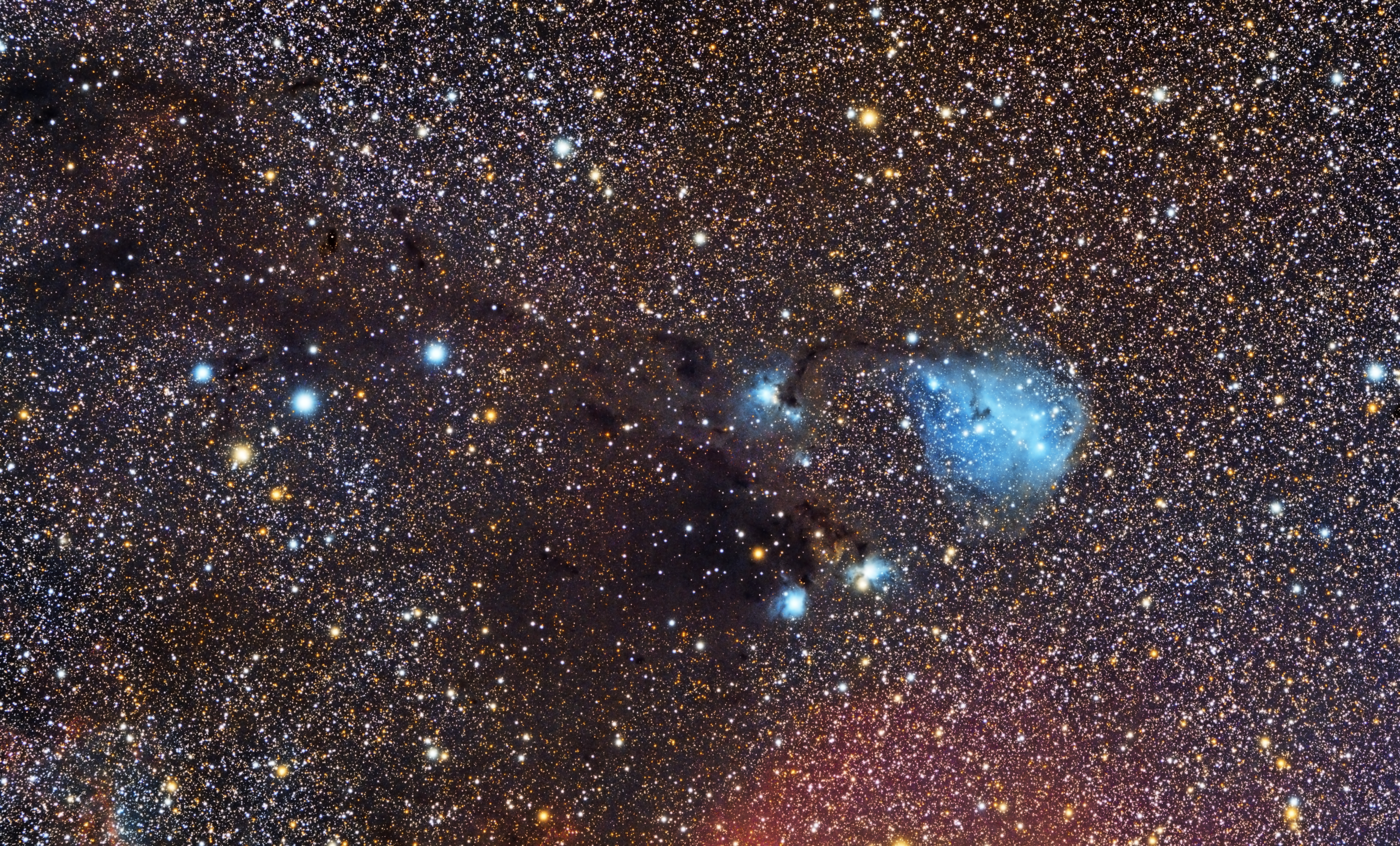
Monoceros R1, nella parte occidentale del complesso nebuloso molecolare di Monoceros OB1, con le nebulose a riflessione connesse alle stelle più brillanti.

Si tratta di una nube posta sul bordo della grande nebulosa oscura nota come B37; è situata al centro di Monoceros R1, un'associazione OB situata a sua volta nella regione del Complesso nebuloso molecolare di Monoceros OB1, assieme all'associazione Monoceros OB1 e ad altre nebulose vicine. La distanza della regione è stimata sui 760 parsec (2480 anni luce), sul bordo esterno del Braccio di Orione, vicino alla zona interbraccio fra questo e il Braccio di Perseo; l'associazione Monoceros R1 conta alcune stelle azzurre di classe spettrale B e circa 7.000 M⊙ di nubi di gas e polveri;
La nube circonda per intero la stella V699 Monocerotis, una variabile Orione di classe spettrale A0 che oscilla irregolarmente fra le magnitudini 10,36 e 10,84; l'aspetto della nube è cometario, ossia presenta una chioma di gas in rarefazione. La brillante stella di settima magnitudine visibile poco ad ovest della nube, HD 46265, è una supergigante giallo-arancione che si trova in realtà sul Braccio di Perseo a circa 1787 parsec (5824 anni luce) di distanza, contro i 760 parsec (2480 anni luce) medi stimati per la regione nebulosa di Mon OB1 e Mon R1.